# Леджій
Леджій (рум. Legii) — село у повіті Клуж в Румунії. Входить до складу комуни Джака.
Село розташоване на відстані 312 км на північний захід від Бухареста, 35 км на схід від Клуж-Напоки.

## Населення
За даними перепису населення 2002 року у селі проживали 184 особи.
Національний склад населення села:
| Національність | Кількість осіб | Відсоток |
| -------------- | -------------- | -------- |
| румуни         | 167            | 90,8%    |
| угорці         | 17             | 9,2%     |

Рідною мовою назвали:
| Мова      | Кількість осіб | Відсоток |
| --------- | -------------- | -------- |
| румунська | 167            | 90,8%    |
| угорська  | 17             | 9,2%     |